# Aerzen
Aerzen település Németországban, azon belül Alsó-Szászország tartományban. Lakosainak száma 10 544 fő (2023. december 31.). Aerzen Bad Pyrmont és Emmerthal községekkel határos.

## Népesség
A település népességének változása:
| Lakosok száma | 10 617 | 10 556 | 10 510 | 10 472 | 10 570 | 10 544 |
|               | 2016   | 2017   | 2019   | 2021   | 2022   | 2023   |